# Trichomyia queirozi
Trichomyia queirozi är en tvåvingeart som beskrevs av Freddy Bravo 2002. Trichomyia queirozi ingår i släktet Trichomyia och familjen fjärilsmyggor. Inga underarter finns listade i Catalogue of Life.